# Robert Hardy Smith
Robert Hardy Smith (* 21. März 1813 in Camden County, North Carolina; † 13. März 1878 in Mobile, Mobile County, Alabama) war ein amerikanischer Politiker aus dem 19. Jahrhundert.
Smith war 1849 Mitglied der State Legislature von Alabama. Dann bekleidete er 1851 einen Sitz im Senat von Alabama. Nach der Sezession von Alabama 1861 vertrat er jenen Staat im Provisorischen Konföderiertenkongress. Ferner diente er während des Amerikanischen Bürgerkriegs in der Konföderiertenarmee mit dem Dienstgrad eines Colonels.
Er starb 1878 in Mobile, Alabama und wurde anschließend dort auf dem Magnolia Cemetery beigesetzt.